# بندبنی
بندبنی، روستایی است از توابع بخش مرکزی شهرستان نکا در استان مازندران ایران.

## جمعیت
این روستا در دهستان پی‌رجه قرار دارد و براساس سرشماری مرکز آمار ایران در سال ۱۳۸۵، جمعیت آن ۱۱۶ نفر (۲۹خانوار) بوده‌است. مردم بندبنی از قومیت طبری هستند. مردم بندبنی به زبان طبری (مازندرانی) سخن می‌گویند.